# Maher Zain
 Der er for få eller ingen kildehenvisninger i denne artikel, hvilket er et problem. Du kan hjælpe ved at angive troværdige kilder til de påstande, som fremføres i artiklen.

Maher Zain (arabisk: ماهر زين, født 16. juli 1981 i Tripoli, Libanon) er en muslimsk svensk sanger, der synger på engelsk, arabisk og tyrkisk og har en sang ved navn Inshallah. Maher Zain startede med at synge som 13 årig og slog igennem som 24 årig.

## Album
- 2009: Thank You Allah
- 2012: Forgive Me